# Sympathieträger
Ein Sympathieträger ist in erster Linie eine Person oder Personengruppe, welche die Sympathie anderer Leute auf sich zieht, bzw. die bei bestimmten Personengruppen emotionale Zuneigung hervorruft. Der Begriff Sympathieträger kann sich aber auch auf Institutionen, Tiere, Kunstfiguren (im weitesten Sinne) und Gegenstände beziehen, die sich einer gewissen Bekanntheit und Beliebtheit erfreuen.
Sympathieträger sind tragende Säulen der Werbung und Public Relations und spielen die zentrale Rolle bei der emotionalen Kundenbindung des Werbenden gegenüber einer Zielgruppe. Voraussetzungen dafür sind einerseits Prominenz durch hohe Präsenz in den Medien und andererseits deutliche Beliebtheit. Diese Beliebtheit kann allgemein sein, beschränkt sich aber vielfach auf bestimmte Bevölkerungsgruppen, beispielsweise Teenager, Frauen, bestimmte Altersgruppen, bestimmte soziale Schichten, Personen mit bestimmten weltanschaulichen Präferenzen etc.

## Übersicht möglicher Sympathieträger

### Persönlichkeiten
Zu den Persönlichkeiten, die am häufigsten als Sympathieträger gelten und in der Werbung als solche verwendet werden, gehören Entertainer, Sänger, Schauspieler, Sportler (auch ganze Sportmannschaften) oder auch Politiker.

### Tiere

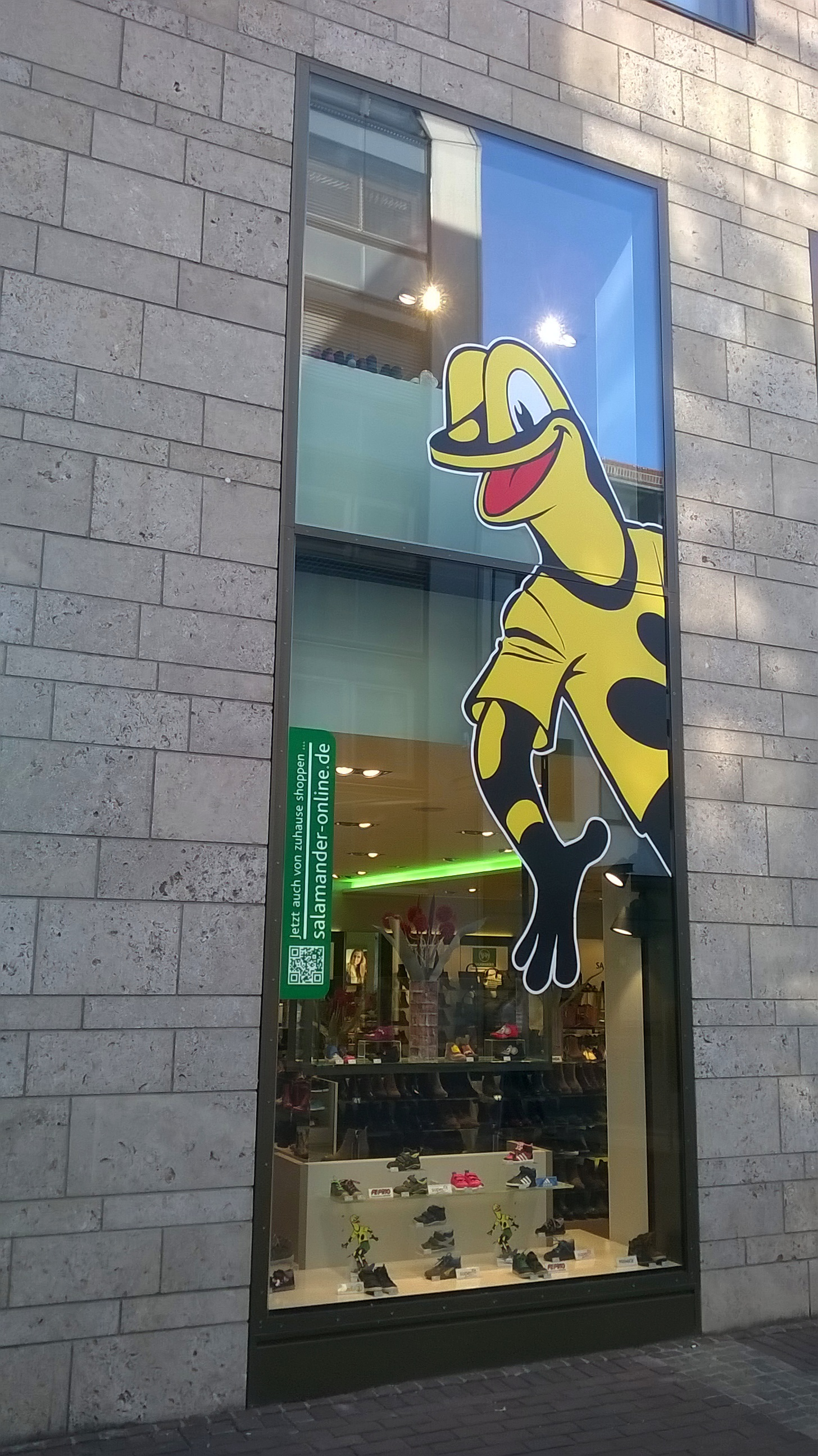
Salamander Schaufensterwerbung mit Lurchi, 2016

Tiere werden, häufig jenseits ihres üblichen Verhaltens, als Sympathieträger einzusetzen versucht: 
- Als Tierart an sich wie beispielsweise Igel (Naturschutz[4]), Feuersalamander, Delfine (Abenteuerurlaub[5]), Koalas (Tourismus in Australien[6]) oder generell Jungtiere, die durch ihr Kindchenschema Beschützerinstinkt und positive Emotionen beim menschlichen Beobachter hervorrufen.
- Als Maskottchen von Institutionen wie die Eisbären Knut und Flocke (auch hier Kindchenschema), das Walross Antje, der weiße Gorilla Copito de Nieve, oder der „sprechende“ Seehund Hoover. Bei den drei letzteren lag die Bekanntheit und Werbewirksamkeit in ihrer skurrilen Andersartigkeit.
- Des Weiteren finden sich tierische Sympathieträger in Geschichten und Filmen, z. B. der Hund Lassie, der Orca in den Free-Willy-Filmen und das Pferd Fury. Die emotionale Bindung an den Sympathieträger entsteht durch die vermenschlichte Darstellung des Tieres: scheinbar altruistisches Verhalten, eine besondere Beziehung des Tieres zu einem menschlichen (Film-)Partner, meist einem Kind, eine Leidensgeschichte usw.

### Kunst- und Zeichentrickfiguren
Sympathieträger können von emotional ansprechenden graphischen Charakteren als Zeichentrick- oder Comicfiguren dargestellt werden. Bekannte Sympathieträger aus der Zeichentrickwelt sind z. B. zahlreiche Disneygestalten, die teilweise aus Märchen oder Sagen entlehnt sind, oder die Mainzelmännchen.

### Institutionen
Auch Institutionen können Sympathieträger sein, wenn sie Anliegen fördern (Umweltschutz, Gewaltprävention und andere), die der Sympathisant unterstützt.

### Sonstige
Automobile wie der VW Käfer, der Trabant (Trabi) oder der 2CV (Ente) können so starken emotionalen Sympathieträger-Status haben, dass sie nicht nur eine Produktwerbung darstellen, sondern auch für einen Lebensstil stehen und eine Landeswerbung in sich tragen.

## Sympathieträger in der Literatur
Historische, fiktionale oder literarische Gestalten aus Büchern, Theaterstücken, Film und Fernsehen wie z. B. Robin Hood oder Harry Potter werden auch als Sympathieträger oder Identifikationsfigur bezeichnet. Besondere Fälle sind fiktionale Personen, die sich trotz teilweise fragwürdigem Verhalten noch als Sympathieträger erweisen, weil sich der Leser/Beobachter emotional mit der Gesamtheit dieser Figur und dem, wofür sie steht, identifizieren kann. Als Beispiele dafür können Huckleberry Finn oder Dr. House dienen. Gestalten aus der Märchen- und Sagenwelt, z. B. Aschenputtel oder Heidi dienen als sympathische Identifikationsfiguren für Kinder und transportieren moralisch akzeptiertes Verhalten.
Eine der frühesten Erwähnungen des Begriffs selber findet sich 1902 in Das literarische Echo in einer Kritik der Bauernkomödie „Der Schatzgräber“ (C. G. Reuling) am Deutschen Theater in Berlin: „Der ganz uferlose Aberglaube steht zu unvermittelt neben dem klaren Menschenverstand, den der Bauer in allem übrigen zeigt: Wir können ihn nicht als unseren Sympathieträger und zugleich als Narren eines plumpen Gaukelspiels genießen.“

## Sympathieträger und Werbung
Sympathieträger verfügen aufgrund ihrer Prominenz über ein hohes Maß an Aufmerksamkeit, die nach Georg Franck eine „neue Währung“ darstellt. Dieses Maß ist über Auflagenhöhen, Einschaltquoten und Umfrageergebnisse bestimmbar. Die Verwendung von Sympathieträgern in der Werbung macht sich den Halo-Effekt zunutze: Emotionen, die für den Sympathieträger empfunden werden, werden durch seine Assoziation mit dem beworbenen Produkt/Konzept auch auf dieses Produkt/Konzept übertragen, wodurch eine Kundenbindung erreicht wird; außerdem schaffen oder erhöhen Sympathieträger den Wiedererkennungswert.
Grundsätzlich kommt jede der zuvor genannten Arten von Sympathieträgern für Werbung in Frage. Dabei werden entweder vorhandene Sympathieträger herangezogen oder es werden neue Sympathieträger entwickelt, z. B. Clementine für Waschmittelwerbung, wobei es solche „Eigenentwicklungen“ zu größerer Popularität bringen können, z. B. Claudia Schiffer aus der Modewerbung.
Bekanntere graphische Charaktere, die für Werbezwecke konzipiert wurden, sind der Lurchi (Salamander-Schuhe) (Schuhe; Zielgruppe Kinder), das HB-Männchen (Zigaretten; Zielgruppe Raucher) und der Sarotti-Mohr (Schokolade; Zielgruppe Süßwarenkonsumenten). Sie können als Vorläufer späterer Personenmarken gelten.

## Begriffsäquivalente in anderen Sprachen
Der Begriff „Sympathieträger“ kann im Deutschen sehr verschiedene Bereiche abdecken.
Im Englischen findet man unterschiedliche Begriffe, die sehr spezifisch verwendet werden können: popular figure ist ein positiv belegter Ausdruck für eine bekannte Person des öffentlichen Lebens; sympathetic figure legt den Schwerpunkt auf das „sympathisch sein“ und stellt die Popularität zurück; appealing figure birgt den Aspekt des „Interessantseins“ und „Aufmerksamkeit erzeugend“; crowd-pleaser, der „Liebling der Massen“, kann positiv als auch abfällig verstanden werden; flagship species ist ein Begriff für eine bestimmte Tierspezies, der ausschließlich im Naturschutz verwendet wird.